# 독가스
독가스(毒gas, 영어: poison gas, 독일어: giftgas)는 생물에 유해한 가스를 말하며, 군사용 이외의 것에 대해서는 유독가스(有毒gas)라고 불러 구별하는 경우도 많다. 그 해악의 정도 · 측면은 성분에 따라 다양하다. 즉 전시에 쓰이는 화학무기로 유독성 기체, 연무 액체, 고체형의 유독화합물의 총칭이다. 화학공업적으로 만들어진 유독물질을 무기로서 대규모로 사용한 것은 제1차 세계대전 때인 1915년 독일군이 대량의 염소가스를 방사하여 연합군을 공격한 것이 시초이다. 그 후 양쪽 군대에 의하여 사용된 독물의 종류는 수십 종에 이르는데, 그 중에는 기체 상태가 아닌 것도 많으나, 일반적으로 이들 독물도 독가스라고 한다.

## 유해성
독가스가 인체에 미치는 생리작용은 다양하지만, 호흡기를 침범하여 질식사시키는 것(질식성), 피부를 침범하여 발포미란(發疱糜爛)하게 하는 동시에 눈을 상하게 하고, 호흡기를 침범하여 죽음에 이르게 하는 것(미란성), 저농도에서도 눈의 점막을 자극하여 일시적인 시력장애를 일으키는 것(최루성), 저농도에서 호흡기에 견딜 수 없는 자극을 주는 것(호흡기 자극성), 신경계통 ·혈액을 침범하는 것(중독성) 등으로 나누어진다. 이러한 생리작용이 여러 가지이므로 독가스의 독성이 지니는 강도를 일률적인 척도로 나타내기는 곤란하다. 사람에 대한 치사효과는 실험을 할 수가 없기 때문에 정확한 수치는 거의 발표되지 않고 있다.  또한  사용상 여러 조건에 적합한 물리화학적 성질을 가진 독가스가 많기 때문에 단지 실험적으로 독성이 강한 것이 독가스로서의 가치가 높은 것이라고는 할 수 없다.

## 성질
상온에서 기체 상태를 지니는 것은 한 곳에 머물면서 효력을 지속하는 시간이 짧다(일시성). 이와 같은 독가스는 공기 중에서 구성할 수 있는 최대농도(휘발도)가 높고, 증기밀도가 큰 것일수록 좋은 것으로 되어 있고, 액체 상태로 지표 등에 부착하여 효력을 오래 지속하는 것(지구성)은 증기압과 가수분해속도 등에 의하여 지구력의 장단이 결정된다. 그 밖에 제조원료 ·제조법 ·저장성, 그리고 탄환 등에 넣었을 때 공학적인 여러 조건이 독가스로서의 가치를 좌우한다.

## 사용
독가스를 사용할 때 기체 상태인 것을 방사하여 바람에 실어 적진에 보내는 공격법은 제1차 세계대전 때 사용되었을 뿐이고, 그 후에는 모두 포탄에 넣어 발사되었다. 이들 독가스탄은 일반적인 야전포로도 사용되었으나 가스탄을 발사하기 위한 간단한 구포 ·박격포를 많이 사용하여 한꺼번에 많은 독가스를 집중시키는 수단이 취해졌다. 제1차 세계대전 이후 비행기에서 투하하는 가스탄과 액체로 된 독가스를 살포하는 방법이 연구되었으나, 실제 전쟁에는 사용되지 않았다.
가스탄은 보통 폭약의 양을 적게 하고 독가스를 될 수 있는 대로 많이 넣는다. 가스탄이 파열되면 일시성 가스를 넣은 것은 가스가 급격히 퍼져서 효력을 발생하는데, 지구성 가스를 넣은 것이 파열되면 진한 독가스의 안개가 생겨서 이것이 주위에 내려앉아 유독성 장애지대를 구성하여 수 시간 내지 수일 동안 효력이 지속된다. 고체 상태로 된 독물은 폭약의 많은 양을 용기에 넣는데, 폭발력에 의하여 지름 10-5cm정도의 작은 입자 모양으로 확산시키거나, 안개 모양으로 하여 공중에 확산시키거나, 가연성 가열제에 점화하여 연소시켰을 때 그 열로 독물을 안개 모양으로 분산시킨다.

## 방어 방법
개인을 독가스로부터 방어하기 위해서는 방독면(가스 마스크)과 방독의를 착용한다. 진한 독가스일 경우에는 공기 마스크나 산소호흡기가 쓰인다.
미란가스부터 전신을 보호하는 방독의는 불침투성 피막(나일론)으로 된 것을 사용하거나 일반적인 의복에 제독제를 스며들게 한 것이 사용된다. 구축물 안에 있는 사람들을 집단적으로 보호하기 위해서는 실내를 기밀상태로 하거나 대형 흡수관으로 제독한 공기를 실내에 압축상태로 넣어서 독가스가 들어오는 것을 막는다. 지구성 가스로 오염된 부분은 표백분으로 제독할 수 있다.

## 탐지 방법
독가스의 존재를 알기 위해서는 여러 가지 독가스에 대하여 화학적인 특유반응을 이용하거나, 가스에 대한 적외선 분광흡수특성(分光吸收特性)을 이용한 탐지법이 있는데, 냄새 등과 같은 주관적 검지도 할 수 있다. 그러나 최신의 독가스는 무색 ·무미 ·무취로 독성이 높아 5감에 의한 검지는 불가능하다.

## 독가스기타사용금지에 관한 의정서
(Protocol for the Prohibition or the Use in War of Asphyxiating , Poisonous or Other Gases , and of Bacteriologocal Methods of Warfare) 
1925년 6월 17일에 국제연맹이사회가 초청한 회의(제네바)에서 작성, 1928년 2월 8일 발효되었다. 정식명칭은 ‘질식성ㆍ독성 또는 기타 가스 및 세균학적 전쟁수단의 전시사용금지에 관한 의정서’이다. 한국은 1989년 1월 4일 발효. 당사국은 125개국. 독가스 등의 전쟁으로의 사용금지에 대한 국제여론 및 기존의 제조약의 규정을 확인 하고, 질식성ㆍ독성 또는 기타 가스 및 이것들과 유사한 모든 액체ㆍ물질을 전쟁에서 사용을 금지함과 동시에 세균학적 전쟁수단의 사용에 대해서도 금지하는 것을 선언한 일반조약이다. 1972년 ‘세균독소무기금지협약’ 및 1993년의 ‘화학무기 금지협약’도 본 의정서의 의의를 확인하고 있다(세균독소무기금지협약 전문ㆍ8조, 화학무기금지 협약 전문ㆍ13조).